# Valanginien
Stratigraphie
Berriasien Hauterivien
Le Valanginien est le deuxième étage stratigraphique du Crétacé inférieur. Il s'étend de ≃ -139,8  à ≃ -132,9 Ma.
Il succède au Berriasien et précède le Hauterivien.

## Stratotype
Le Valanginien constitue le pic de présence des calpionelles (notamment dans les sédiments de Téthys), qui en constituent les fossiles planctoniques les plus courants.